# Канадський ньюсмейкер року
Canadian Newsmaker of the Year (Канадський ньюсмейкер року) — звання, яке присуджує The Canadian Press (CP) щороку з 1946 року на основі опитування редакторів та мовних компаній по всій країні, щодо яких канадець вплинув на новини цього року.

## Критерії
Канадський історик Чад Гаффілд заявив, що практика визнання Ньюсмейкера року була поверненням до вивчення того, як на історію може вплинути одна людина, а не до вивчення маловідомих людей.
Ця честь часто надається політикам. П'єр Трюдо є рекордсменом за кількістю перемог, здобувши нагороду вдесяте у 2000 році, порушивши нічию з дев'ятьма перемогами Лестера Б. Пірсона. Хоча зазвичай це позитивне підтвердження, воно не гарантується. В 1999 замість ньюсмейкера року був обраний ньюсмейкер століття, кандидати повинні були відповідати стандарту «тривалого значення». Виборці дали суміш компліментів та критики переможцю П'єру Трюдо, який у відповідь зазначив, що він «одразу здивований і дуже задоволений інформацією».